# Commiphora neglecta
Commiphora neglecta I.Verd., 1951 è una pianta arborea della famiglia delle Burseracee.

## Descrizione
Pianta arborea che può raggiungere gli otto metri di altezza, poligama o dioica dalla corteccia di colore grigio verde, sottile che produce esfoliazioni papiracee, con rami giovani spinosi.
Foglie trifogliolate, con lembi fogliari ovali o ellittici, con petiolo tra i 5 mm e i 45 mm.
Fiori a tre petali, unisessuali o bisessuali, provvisti di un picciolo che può raggiungere i 4,5 cm di lunghezza.

## Distribuzione e habitat
Originaria del Sudafrica, cresce nel Transvaal settentrionale e centrale e nel KwaZulu-Natal. Segnalata anche in Mozambico, Zimbabwe e Swaziland.
Cresce alle pendici delle montagne o nel terreno sabbioso e ben drenato.